# Iulia Cepalova
Iulia Cepalova (n. 23 decembrie 1976, Komsomolsk pe Amur, RSFS Rusă, URSS) este o schioară de fond ce a reprezentat Rusia, medaliată olimpică. A participat la 3 ediții ale Jocurilor Olimpice (1998, 2002, 2006) în care a câștigat o medalie de aur și două medalii de argint.